# Ceanothus chloroxylon
Ceanothus chloroxylon är en brakvedsväxtart som beskrevs av Christian Gottfried Daniel Nees von Esenbeck. Ceanothus chloroxylon ingår i släktet Ceanothus och familjen brakvedsväxter. Inga underarter finns listade i Catalogue of Life.